# Cunnamulla Airport
Cunnamulla Airport är en flygplats i Australien. Den ligger i kommunen Paroo och delstaten Queensland, omkring 730 kilometer väster om delstatshuvudstaden Brisbane. Cunnamulla Airport ligger 194 meter över havet.
Trakten runt Cunnamulla Airport är nära nog obefolkad, med mindre än två invånare per kvadratkilometer..
Omgivningarna runt Cunnamulla Airport är i huvudsak ett öppet busklandskap. Genomsnittlig årsnederbörd är 451 millimeter. Den regnigaste månaden är januari, med i genomsnitt 108 mm nederbörd, och den torraste är oktober, med 2 mm nederbörd.